# Against the Grain (album)
Against the Grain – siódmy solowy album Rory’ego Gallaghera, wydany w 1975 roku.
W 2000 roku pojawiła się zremasterowana edycja płyty zawierająca dwa dodatkowe utwory skomponowane przez Gallaghera: „Cluney Blues” i „My Baby, Sure”.

## Lista utworów
Poza oznaczonymi, wszystkie utwory napisane przez Gallaghera.
| 1.  | „Let Me In”                                | 4:03  |
|     |                                            |       |
| 2.  | „Cross Me Off Your List”                   | 4:26  |
|     |                                            |       |
| 3.  | „Ain't Too Good”                           | 3:54  |
|     |                                            |       |
| 4.  | „Souped-Up Ford”                           | 6:24  |
|     |                                            |       |
| 5.  | „Bought And Sold”                          | 3:24  |
|     |                                            |       |
| 6.  | „I Take What I Want” (Porter/Hodges/Hayes) | 4:22  |
|     |                                            |       |
| 7.  | „Lost At Sea”                              | 4:06  |
|     |                                            |       |
| 8.  | „All Around Man” (Bo Carter)               | 6:14  |
|     |                                            |       |
| 9.  | „Out On The Western Plain” (Leadbelly)     | 3:53  |
|     |                                            |       |
| 10. | „At The Bottom”                            | 3:18  |
|     |                                            |       |
|     |                                            | 44:04 |
|     |                                            |       |

## Wykonawcy
- Rory Gallagher – wokal, gitary, harmonijka ustna
- Gerry McAvoy – gitara basowa
- Rod de'Ath – bębny, instrumenty perkusyjne
- Lou Martin – pianino